# Sverre Dahlen Aspenes
Sverre Dahlen Aspenes (Skatval, 20 de junio de 1997) es un deportista noruego que compite en biatlón. Ganó cuatro medallas en el Campeonato Europeo de Biatlón, en los años 2022 y 2025.

## Palmarés internacional
| Campeonato Europeo | Campeonato Europeo | Campeonato Europeo | Campeonato Europeo |
| Año                | Lugar              | Medalla            | Prueba             |
| ------------------ | ------------------ | ------------------ | ------------------ |
| 2022               | Arber (Alemania)   | Medalla de oro     | Individual         |
| 2022               | Arber (Alemania)   | Medalla de oro     | Persecución        |
| 2025               | Martello (Italia)  | Medalla de oro     | Relevo             |
| 2025               | Martello (Italia)  | Medalla de bronce  | Persecución        |